# إيزيلن سي هرمان
إيزيلن سي هرمان (بالدنماركية: Iselin C. Hermann)‏ (22 يونيو 1959)؛ روائية دنماركية.